# Fidji aux Jeux du Commonwealth
Les Fidji participent aux Jeux du Commonwealth depuis les Jeux de 1938 à Sydney.
À cette date, les Fidji sont une colonie britannique. Elles sont l'une des quinze nations prenant part aux Jeux de Sydney, où elles envoient uniquement une délégation de six participants aux épreuves de boulingrin. Les Jeux, interrompus par la Seconde Guerre mondiale, reprennent en 1950, à Auckland en Nouvelle-Zélande. Les Fidji sont l'un des douze pays présents, avec une délégation de douze concurrents en athlétisme et en boulingrin, et connaissent leurs meilleurs Jeux à ce jour : elles obtiennent cinq médailles, dont une en or. La colonie prend part à tous les Jeux qui suivent, jusqu'à obtenir son indépendance en octobre 1970. Nation indépendante, les Fidji prennent part aux Jeux de 1974 à 1986 inclus, avec une seconde médaille d'or en 1982, grâce au boxeur Fine Sani. À la suite du coup d'État militaire de 1987, le pays quitte le Commonwealth des Nations, et cesse donc de participer aux Jeux. Il rejoint l'organisation en 1997, à temps pour envoyer une délégation relativement conséquente aux Jeux de 1998 à Kuala Lumpur. Le coup d'État militaire de décembre 2006 amène le pays à être suspendu du Commonwealth, et interdit de participation aux Jeux de 2010. Il fait son retour aux Jeux de 2014.
Les Fidjiens ont remporté à ce jour quinze médailles aux Jeux du Commonwealth : trois d'or, quatre d'argent et huit de bronze. L'équipe fidjienne de rugby à sept monte sur le podium lors de trois Jeux d'affilée entre 1998 et 2006, tandis que deux judokas fidjiens créent la surprise en remportant des médailles aux Jeux de 2002. 

## Médailles
Résultats par Jeux :
| Année | Médaille d'or | Médaille d'argent | Médaille de bronze | Total       |
| ----- | ------------- | ----------------- | ------------------ | ----------- |
| 1938  | 0             | 0                 | 0                  | 0           |
| 1950  | 1             | 2                 | 2                  | 5           |
| 1954  | 0             | 0                 | 0                  | 0           |
| 1958  | 0             | 0                 | 0                  | 0           |
| 1962  | 0             | 0                 | 2                  | 2           |
| 1966  | 0             | 0                 | 0                  | 0           |
| 1970  | 0             | 0                 | 1                  | 1           |
| 1974  | 0             | 0                 | 0                  | 0           |
| 1978  | 0             | 0                 | 0                  | 0           |
| 1982  | 1             | 0                 | 0                  | 1           |
| 1986  | 0             | 0                 | 0                  | 0           |
| 1990  | non-membres   | non-membres       | non-membres        | non-membres |
| 1994  | non-membres   | non-membres       | non-membres        | non-membres |
| 1998  | 0             | 1                 | 0                  | 1           |
| 2002  | 1             | 1                 | 1                  | 3           |
| 2006  | 0             | 0                 | 1                  | 1           |
| 2010  | suspendus     | suspendus         | suspendus          | suspendus   |
| 2014  | 0             | 0                 | 1                  | 1           |
| Total | 3             | 4                 | 8                  | 15          |

Médaillés fidjiens :
| Nom                        | Jeux | Médaille           | Discipline    | Épreuves                 | Résultat     |
| -------------------------- | ---- | ------------------ | ------------- | ------------------------ | ------------ |
| Mataika Tuicakau           | 1950 | Médaille d'or      | Athlétisme    | Lancer de poids hommes   | 14,63 mètres |
| Fine Sani                  | 1982 | Médaille d'or      | Boxe          | -de 81 kg hommes         |              |
| Nacanieli Qerewaqa         | 2002 | Médaille d'or      | Judo          | +de 100 kg hommes        |              |
| Mataika Tuicakau           | 1950 | Médaille d'argent  | Athlétisme    | Lancer de disque hommes  | 44,00 mètres |
| Luke Tunabuna              | 1950 | Médaille d'argent  | Athlétisme    | Lancer de javelot hommes | 56,02 mètres |
| Équipe de rugby à sept     | 1998 | Médaille d'argent  | Rugby         | Rugby à sept hommes      |              |
| Équipe de rugby à sept     | 2002 | Médaille d'argent  | Rugby         | Rugby à sept hommes      |              |
| James Poulton Leslie Brown | 1950 | Médaille de bronze | Boulingrin    | Paire hommes             | 41 points    |
| Lionel Garnett             | 1950 | Médaille de bronze | Boulingrin    | Individuel hommes        | 90 points    |
| M. Evans                   | 1962 | Médaille de bronze | Boxe          | -de 75 kg hommes         |              |
| H.E. Johansen              | 1962 | Médaille de bronze | Boxe          | -de 91 kg hommes         |              |
| Saimoni Tamani             | 1970 | Médaille de bronze | Athlétisme    | 400 mètres hommes        | 45,8 s       |
| Sisilia Nasiga             | 2002 | Médaille de bronze | Judo          | -de 70 kg femmes         |              |
| Équipe de rugby à sept     | 2006 | Médaille de bronze | Rugby         | Rugby à sept hommes      |              |
| Apolonia Vaivai            | 2014 | Médaille de bronze | Haltérophilie | 75 kg femmes             | 209 kg       |